# Уильямс, Клифф
Клиффорд (Клифф) Уильямс (англ. Clifford Williams; 14 декабря 1949, Ромфорд, Англия) — британский бас-гитарист, известный как участник австралийской хард-рок-группы AC/DC с 1977 по 2016 годы и с 2020 года. Был включён в Зал славы рок-н-ролла в 2003 наряду с другими участниками AC/DC.

## Биография
Уильямс родился 14 декабря 1949 в Ромфорде, Эссекс, Англия. Он переехал со своей семьёй в Ливерпуль, когда ему было 9 лет, где он провёл первые 2 рабочих года своей жизни как инженер прежде, чем присоединиться к его первой группе.
В 1970 году Клифф Уильямс начал выступать со своей первой группой Home: вокалистом Миком Стаббсом, гитаристом Лори Визефилдом, клавишником Клайвом Джоном и барабанщиком Миком Куком.
В 1972 году Джим Андерсон заменяет Клайва Джона и Home выпускают одноимённый альбом, и, благодаря хиту Dreamer, в ноябре 1972 года альбом занимает 41-е место в британских чартах. Их следующий альбом, The Alchemist, вышел в 1973, но не имел большого успеха. Однако, когда британский исполнитель народных песен и поэт—песенник Эл Стюарт предложил Home поддержать его в его первом американском туре в марте 1974 года, Мик Стаббс оставил группу. Оставшиеся участники стали Группой Эла Стюарта (Al Stewart Band). Группа Эла Стюарта просуществовала не долго, и Клифф Уильямс стал следующим, кто покинул группу. Он недолго играл с американской группой Stars, прежде чем сформировать свою группу Bandit в 1974. В неё входили: Джим Даймонд (вокал), Грэм Боард (барабаны, позднее Бакс Физз и группа Роджера Уотерса). Группа подписала контракт с Arista Records и в 1977 году выпустила альбом Bandit. Также группа выступала на разогреве у Алексиса Корнера за год до своего распада.
Когда группа распалась, Клифф хотел завязать с музыкой, но его друг убедил его пойти на прослушивание к AC/DC, которые искали басиста на замену Марка Эванса, уволенного вскоре после записи альбома Let There Be Rock. Клифф пошёл на прослушивание и был принят, но у него были проблемы с получением разрешения на въезд в Австралию. После первых выступлений в составе AC/DC во время тура Let There Be Rock, Клифф участвует в создании студийного альбома Powerage в 1978 году.
Живёт в Форт-Майерсе, на юго-западе Флориды. Есть дочь Эрин Лукас.

## Стиль игры
Роль Уильямса в составе AC/DC заключалась в создании стабильных, но несложных басовых линий, следующих за ритм-гитарой Малькольма Янга и обычно включающих не более восьми нот. Партии бас-гитары или писались Малькомом и Ангусом Янгами в процессе сочинения песен, или конструировались самим Уильямсом по аналогии с другими композициями. Как говорил сам Клифф Уильямс про своё исполнение:
«Это не просто повторяющаяся [басовая] линия, это чувство. Я люблю исполнять 'Down Payment Blues', она такая простая. Я играю 4 ноты всю песню, но получаю удовольствие от всего происходящего, а не от собственного безделья»
С его слов сложные басовые партии ничего не добавят такой гитарно-ориентированной группе, как AC/DC, он старается лишь создать нижний басовый слой всей той музыке, которую творят ребята «наверху».